# 塔哈
塔哈（Tahaʻa，亦作Tahaa）是法国海外集体法屬玻里尼西亞背风群岛行政区的一个市镇，领土涵盖同名海岛。

## 地理
塔哈（16°36'26"S, 151°29'15"W）面积88 平方千米，位于法国海外集体法屬玻里尼西亞背风群岛。
由于塔哈领土为海洋中的一岛屿（外加几座小岛），故不与任何市镇接壤。

## 行政
塔哈的邮政编码为98733、98734，INSEE市镇编码为98745。

## 政治
塔哈的现任市长为帕特里夏·阿马鲁（Patricia Amaru）女士，任期为2020-2026年。

## 人口
塔哈于2022年时的人口数量为5,296人。